# Cymbopetalum stenophyllum
Cymbopetalum stenophyllum är en kirimojaväxtart som beskrevs av John Donnell Smith. Cymbopetalum stenophyllum ingår i släktet Cymbopetalum, och familjen kirimojaväxter. Inga underarter finns listade i Catalogue of Life.